# Vysílač Strahov

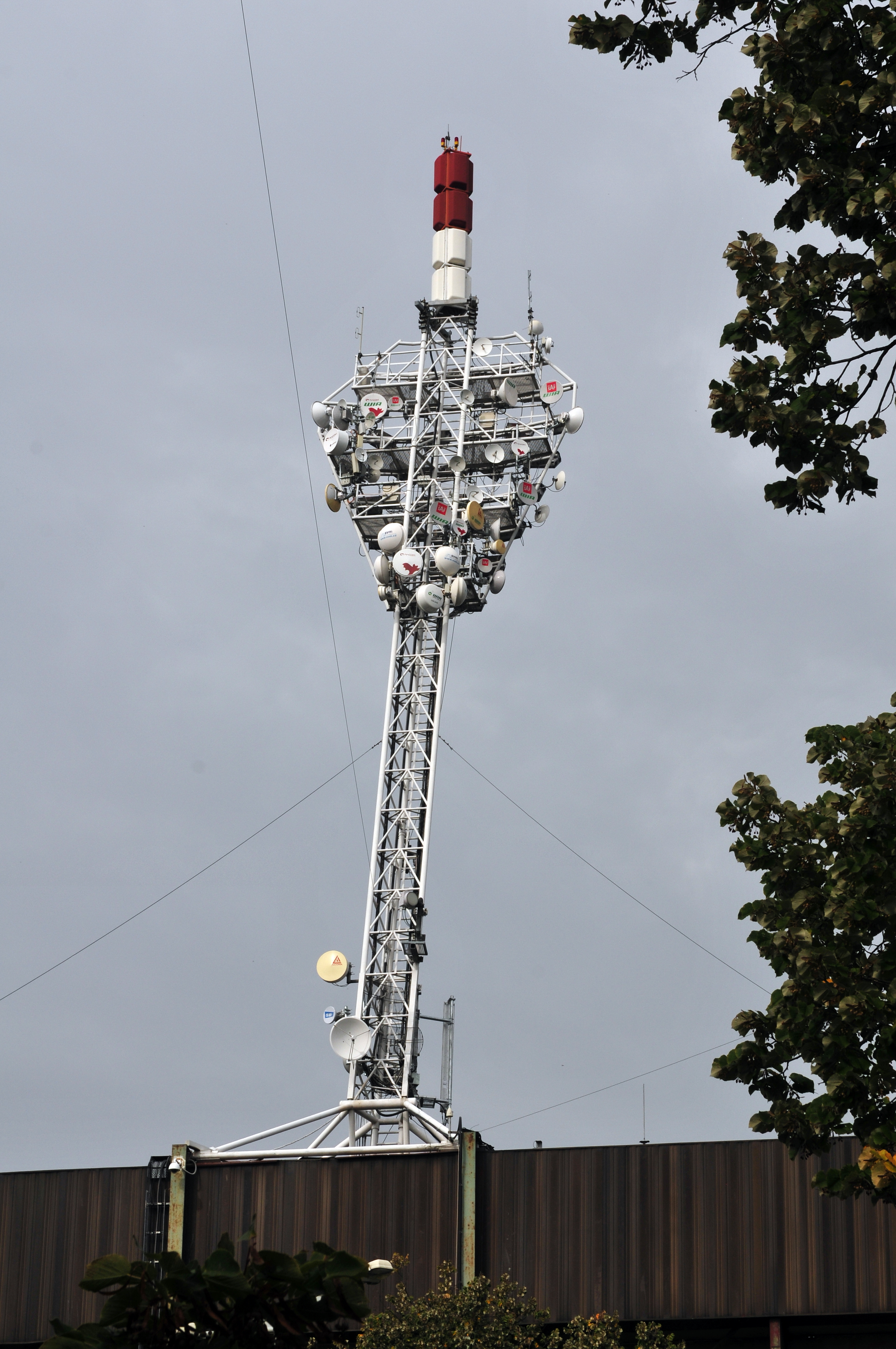
Bývalý vysílač pražské Regionální sítě 4

Vysílač Strahov je vysílač, který se nachází v Praze ve výšce 355 m n. m.
Kromě regionálního rozhlasového vysílače je věž zároveň využívána pro radioreléové spoje. Areál vysílače je v majetku společnosti České Radiokomunikace a. s. a zároveň se zde nachází její sídlo.

## Vysílané stanice

### Rozhlas
Přehled analogových rozhlasových stanic vysílaných ze Strahova:
|    | Stanice    | Kmitočet | Výkon (ERP) | Polarizace |
| -- | ---------- | -------- | ----------- | ---------- |
| FM | Radio 1    | 91,9 MHz | 2 kW        | vertikální |
| FM | Radio Kiss | 98,1 MHz | 2 kW        | vertikální |

Ze Strahova se vysílá i digitální rozhlas DAB+:
|                            | Multiplex | Kanál | Kmitočet    | Výkon (ERP) | Polarizace |
| -------------------------- | --------- | ----- | ----------- | ----------- | ---------- |
| DAB+ (dočasně mimo provoz) | ČRa DAB+  | 10D   | 215,640 MHz | 0,125 kW    | vertikální |

## Vysílání z jiných míst na Strahově
Vysílání rozhlasu je šířeno také z dalšího místa na Strahově, konkrétně z Velkého strahovského stadionu (někdy také označovaný jako Velký spartakiádní stadion). Dříve probíhalo šíření rozhlasu a televize z několika osvětlovacích stožárů stadionu Evžena Rošického.

### Rozhlas
|    | Stanice           | Kmitočet  | Výkon (ERP) | Polarizace |
| -- | ----------------- | --------- | ----------- | ---------- |
| FM | Expres FM         | 90,3 MHz  | 5 kW        | vertikální |
| FM | Color Music Radio | 90,7 MHz  | 0,1 kW      | vertikální |
| FM | Radio Prostor     | 101,1 MHz | 3 kW        | vertikální |
| FM | Hey Radio         | 101,6 MHz | 0,1 kW      | vertikální |
| FM | Rock Radio        | 103,7 MHz | 1 kW        | vertikální |

### Digitální rozhlas
|      | Multiplex  | Region | Kanál | Kmitočet    | Výkon (ERP) | Polarizace |
| ---- | ---------- | ------ | ----- | ----------- | ----------- | ---------- |
| DAB+ | COLOR DAB+ | PHA    | 6A    | 181,936 MHz | 5 kW        | vertikální |
| DAB+ | RTI cz DAB | STC    | 8D    | 201,072 MHz | 10 kW       | vertikální |